# Rubén Abella
Rubén Abella (n. Valladolid; 1967) es un escritor español.

## Biografía
Rubén Abella  es doctor en Filología Inglesa por la  Universidad de La Rioja y ha cursado estudios de postgrado en las universidades de Tulane (Nueva Orleans, Estados Unidos) y Adelaida (Australia), donde obtuvo un máster en Narrativa Norteamericana Moderna.
Rubén Abella compagina la escritura con la fotografía —fruto de esta doble actividad artística es el proyecto Fábulas del lagarto verde, que combina la imagen y la palabra— y con la docencia. Ha impartido clases, conferencias, cursos y talleres sobre diversas materias —creación narrativa, traducción literaria, lengua española, redacción, teoría literaria— en universidades de todo el mundo, es profesor de la Universidad Pontificia Comillas de Madrid y dirige la asignatura “Literatura del siglo XX” del máster de Narrativa de la Escuela de Escritores, también en Madrid.

### Novelas
Su primera novela La sombra del escapista, ganó el Premio Torrente Ballester de 2002 y representó a España en el Europäisches Festival des Debütromans (Festival Europeo de la Primera Novela), que se celebra anualmente en Kiel, Alemania. La trama gira en torno a la fascinación colectiva que los vecinos de la calle Luna sienten por un mago itinerante llamado Beato, un personaje tan atractivo como engañoso, que sana, hechiza y hacer reverdecer el mundo, pero cuyas armas de seducción son también mezquinas. Según el crítico Francisco Solano, Rubén Abella logra en su debut literario “una concisión y transparencia que remontan su novela a los orígenes orales del arte de narrar”.
El libro del amor esquivo (Finalista del Premio Nadal 2009) es una novela de vidas cruzadas que van a confluir a Madrid. Una historia urbana sobre el amor, su carencia, la felicidad de la complicidad y el deseo, y la imposibilidad de perpetuar lo que probablemente es sólo creación de uno mismo. A través de sus personajes —un falso vidente, una paparazzi, un opositor que se parece mucho a un cantante de moda—, Rubén Abella explora las borrosas fronteras de una realidad en la que lo pensado, lo imaginado o lo soñado acaban por conformar la verdadera esencia de quienes somos, o creemos ser.
Baruc en el río es su tercera novela, ambientada en agosto de 1980, en torno al adolescente Baruc.
Su cuarta novela se titula California'. César O’Malley, su protagonista, posee todo lo que un hombre puede desear a punto de cumplir cuarenta y tres años: una familia próspera, una profesión estimulante y lucrativa, un piso de lujo. Una noche, mientras prepara un viaje de negocios, se sorprende a sí mismo metiendo unos preservativos en la maleta. Así comienza un doloroso viacrucis que lo lleva a las puertas del infierno. Madrid, Valladolid y el valle de Napa son los escenarios de esta novela que nos muestra con inusual transparencia la precariedad humana. Una fábula contemporánea, incisiva y llena de matices, que nos revela sin ambages que la identidad cambia y la honradez no siempre recibe recompensa.
Ictus es su quinta novela. Después de una traumática separación, Sara lucha por salir a flote junto a Quique, su hijo de tres años. Raúl ha terminado con éxito sus estudios de Arquitectura. Por más currículums que envía, las puertas del mercado laboral no se abren. Casado y con dos hijos adultos, Ismael constata que las décadas de esfuerzo y desvelos no han dado el fruto que él esperaba. El azar hará que las vidas de estos tres personajes se crucen en Madrid una mañana de junio de 2015. Con punzante lucidez y un estilo depurado, Ictus narra la crónica de esa convergencia: la historia de una mujer y dos hombres que, pese a haber respetado las reglas, no encuentran el futuro prometido. Esta obra fue finalista del Premio de la Crítica de Castilla y León en 2021.
Con Dice la sangre, Menoscuarto, ganó ex aequo el Premio de la Crítica de Castilla y León (2025).

## Cuentos
No habría sido igual sin la lluvia (Premio Mario Vargas Llosa NH de Relatos 2007, finalista del Premio de la Crítica de Castilla y León en 2018.) está formado por un conjunto de microrrelatos cosmopolitas que condensan casi veinte años de viajes por el mundo. A partir de fotografías, recuerdos e invenciones, el autor teje historias universales que hablan de las contradicciones humanas, del viaje como metáfora de la vida, de las falsas apariencias y de los caprichosos senderos de la memoria. Algunos de los microrrelatos de No habría sido igual sin la lluvia han aparecido en Por favor, sea breve 2, una de las antologías de referencia del género, recopilada por Clara Obligado, y en Soplando vidrio, de Fernando Valls, un exhaustivo estudio dedicado al microrrelato español. 
Los ojos de los peces (Finalista del Premio Setenil 2011 y del Premio de la Crítica de Castilla y León 2011), su segundo libro de microrrelatos, propone un revelador viaje al centro del alma humana. A través de los casi ciento veinte relatos que lo componen —brevísimos, ligados unos a otros por una sutil red de tramas, personajes y escenarios comunes—, Rubén Abella confirma su capacidad para sintetizar en muy pocas líneas esos momentos de iluminación, esas escenas determinantes, sin vuelta atrás, que hacen que la vida cambie de rumbo: una mujer distingue por casualidad a su amante en una cafetería, charlando con unos amigos, y sin que él la vea lo llama por el teléfono móvil para darle una sorpresa; un novio se enfrenta a la duda el día de su boda; un psiquiatra aconseja a un paciente que, para salir del marasmo emocional en que se encuentra, dé rienda suelta a sus impulsos; un anciano solitario marca el número de un anuncio de contactos; un hombre vuelve a casa una noche y ve a una mujer sentada en la barandilla de un viaducto, preparándose para saltar. Fogonazos. Intuiciones lúcidas. Esquinas que sólo se atreve a doblar la literatura. Escritos con un estilo cuidado —unas veces poético, otras irónico, siempre expresivo y diáfano— los relatos de Los ojos de los peces revelan a Rubén Abella como un imaginativo fabulador de los secretos humanos.

## Antologías
- Los pescadores de perlas, (edición de Ginés S. Cutillas, Montesinos, 2019.
- Nocturnario: 101 imágenes y 101 escrituras, (collages de Ángel Olgoso y prólogo de José María Merino), Editorial Nazarí, 2016.
- Después de Troya, (edición de Antonio Serrano Cueto), Menoscuarto, 2015
- Mar de pirañas, (edición de Fernando Valls), Menoscuarto, 2012.
- Antología del microrrelato español (1906-2011), (edición de Irene Andrés-Suárez), Cátedra, 2012.
- Velas al viento, Cuadernos del Vigía, 2010.
- Por favor, sea breve 2, (edición de Clara Obligado), Páginas de Espuma, 2009.
- Soplando vidrio, Páginas de Espuma 2008.